# يوسوكي كوباياشي
يوسوكي كوباياشي (باليابانية: 小林 陽介) (6 مايو 1983 في طوكيو في اليابان – )؛ هو لاعب كرة قدم ياباني سابق كان يلعب كمهاجم.

## وصلات خارجية
- يوسوكي كوباياشي على موقع رابطة كرة القدم اليابانية للمحترفين (اليابانية)